# Gaurax nigrohirta
Gaurax nigrohirta är en tvåvingeart som först beskrevs av Malloch 1931.  Gaurax nigrohirta ingår i släktet Gaurax och familjen fritflugor. Inga underarter finns listade i Catalogue of Life.